# 밀양 자암서당
밀양 자암서당(密陽 紫岩書堂)은 대한민국 경상남도 밀양시 단장면 무릉리에 있는, 1913년 소눌 노상직(1854∼1931)이 망명지인 만주에서 돌아와 저술과 후진양성을 위해 마련한 강학소이다.
1993년 1월 8일 경상남도의 문화재자료 제194호 자암서당으로 지정되었다가, 2018년 12월 20일 현재의 명칭으로 변경되었다.

## 개요
1913년 소눌 노상직(1854∼1931)이 망명지인 만주에서 돌아와 저술과 후진양성을 위해 마련한 강학소이다.
소눌은 만년에 학덕이 날로 높아 사림의 자녀들이 크게 모여 천여 명에 달하는 후진을 양성하였으며, 『소눌문집』 등 많은 글을 이곳에서 썼다.

## 같이 보기
- 노상직

## 참고 문헌
- 밀양 자암서당 - 국가유산청 국가유산포털